# Exelastis pilum
Exelastis pilum is een vlinder uit de familie vedermotten (Pterophoridae). De wetenschappelijke naam van deze soort is voor het eerst geldig gepubliceerd in 2009 door Gielis.
De soort komt voor in tropisch Afrika.